# Folketingswahl 1998
- Ø: 5
- F: 13
- A: 63
- B: 7
- D: 8
- Sonst.: 4
- Q: 4
- V: 42
- C: 16
- O: 13
- Z: 4

Die Folketingswahl 1998 am 11. März war die 64. Wahl zum Folketing. Ministerpräsident Poul Nyrup Rasmussen (Socialdemokratiet) hatte die Wahl zuvor am 19. Februar ausgeschrieben. Die Koalition aus Socialdemokratiet und Det Radikale Venstre konnte ihr Wahlergebnis von 1994 bestätigen und führte die Minderheitsregierung mit Ministern beider Parteien fort.
Für die liberale Venstre war das Wahlergebnis trotz minimaler Zugewinne eine Enttäuschung, da man sich aufgrund besserer Umfragewerte Hoffnungen auf einen Regierungswechsel machte. Uffe Ellemann-Jensen trat einen Tag nach der Wahl bereits vom Parteivorsitz zurück.
Die rechtspopulistische Dansk Folkeparti erreichte bei ihrer Wahl mit über sieben Prozent der Stimmen bereits 13 Sitze im Parlament. Gleichzeitig verlor Det Konservative Folkeparti einen beträchtlichen Teil ihrer Wählergunst und musste auf 11 Sitze verzichten. Nach dem Ausscheiden bei der vorherigen Folketingswahl konnte die Kristeligt Folkeparti 1998 wieder die Zwei-Prozent-Hürde überschreiten und zog wieder mit vier Abgeordneten in den Folketing ein.

## Wahlmodus
Wahlberechtigt zur Folketingswahl waren alle dänischen Staatsbürger, die das 18. Lebensjahr vollendet hatten und einen Wohnsitz in Dänemark besaßen. Jeweils zwei Mandate wurden auf den Färöern und auf Grönland vergeben, 175 Mandate wurden im übrigen Dänemark in einer Verhältniswahl vergeben. Dabei wurden zunächst 135 so genannte Wahlkreismandate (kredsmandater) auf die 17 Groß- und Amtskreise (stor- og amtskredse) aufgetrennt und dort nach dem regionalen Stimmverhältnis verteilt. Anschließend wurden landesweit nochmals weitere 40 Ausgleichsmandate (tillægsmandater) ausgegeben, um den Stimmverhältnissen möglichst nahe zu kommen. Für diese Mandatsverteilung galt eine Zwei-Prozent-Hürde, die allerdings mit einem Wahlkreismandat umgangen werden konnte.

## Ergebnis

### Dänemark
175 Mandate wurden in Dänemark vergeben.
| Partei                                             | Liste              | Stimmen   | Prozent   | ± %       | Sitze     | ± Sitze   |
| -------------------------------------------------- | ------------------ | --------- | --------- | --------- | --------- | --------- |
| Socialdemokratiet Sozialdemokraten                 | A                  | 1.223.620 | 35,9 %    | +1,3      | 63        | ▲ 01      |
| Venstre, Danmarks Liberale Parti Liberale Partei   | V                  | 0.817.894 | 24,0 %    | +0,7      | 42        | ▬ 0       |
| Det Konservative Folkeparti Konservative           | C                  | 0.303.965 | 08,9 %    | −6,1      | 16        | ▼ 11      |
| Socialistisk Folkeparti Sozialistische Volkspartei | F                  | 0.257.406 | 07,6 %    | +0,3      | 13        | ▬ 0       |
| Dansk Folkeparti Dänische Volkspartei              | O                  | 0.252.429 | 07,4 %    | neu       | 13        | ▲ 13      |
| Centrum-Demokraterne Zentrumsdemokraten            | D                  | 0.146.802 | 04,3 %    | +1,5      | 08        | ▲ 03      |
| Det Radikale Venstre Sozialliberale                | B                  | 0.131.254 | 03,9 %    | −0,7      | 07        | ▼ 01      |
| Enhedslisten Einheitsliste                         | Ø                  | 0.091.933 | 02,7 %    | −0,4      | 05        | ▼ 01      |
| Kristeligt Folkeparti Christliche Volkspartei      | Q                  | 0.085.656 | 02,5 %    | +0,6      | 04        | ▲ 04      |
| Fremskridtspartiet Fortschrittspartei              | Z                  | 0.082.437 | 02,4 %    | −4,0      | 04        | ▼ 07      |
| Demokratisk Fornyelse                              | U                  | 0.010.768 | 00,3 %    | neu       | 0         | –         |
| Parteilose                                         | Parteilose         | 0.001.833 | 00,1 %    | −0,9      | 0         | ▼ 01      |
|                                                    |                    |           |           |           |           |           |
| Wahlberechtigte                                    | Wahlberechtigte    | 3.993.099 | 3.993.099 | 3.993.099 | 3.993.099 | 3.993.099 |
| Abgegebene Stimmen                                 | Abgegebene Stimmen | 3.431.926 | 3.431.926 | 3.431.926 | 3.431.926 | 3.431.926 |
| Gültige Stimmen                                    | Gültige Stimmen    | 3.405.997 | 3.405.997 | 3.405.997 | 3.405.997 | 3.405.997 |
| Wahlbeteiligung                                    | Wahlbeteiligung    | 85,9 %    | 85,9 %    | 85,9 %    | 85,9 %    | 85,9 %    |

### Färöer
Von den Färöer-Inseln werden zwei Abgeordnete entsandt.
| Partei                                       | Liste              | Stimmen | Prozent | ± %    | Sitze  | ± Sitze |
| -------------------------------------------- | ------------------ | ------- | ------- | ------ | ------ | ------- |
| Fólkaflokkurin Volkspartei                   | A                  | 5.569   | 26,9 %  | +5,2   | 1      | ▬ 0     |
| Javnaðarflokkurin Sozialdemokraten           | C                  | 4.689   | 22,7 %  | +3,2   | 1      | ▲ 1     |
| Sambandsflokkurin Unionisten                 | B                  | 4.510   | 21,8 %  | −0,6   | 0      | ▼ 1     |
| Tjóðveldisflokkurin Republikaner             | E                  | 4.325   | 20,9 %  | +11,5  | 0      | –       |
| Sjálvstýrisflokkurin Selbstverwaltungspartei | D                  | 1.603   | 07,7 %  | +5,3   | 0      | –       |
|                                              |                    |         |         |        |        |         |
| Wahlberechtigte                              | Wahlberechtigte    | 31.509  | 31.509  | 31.509 | 31.509 | 31.509  |
| Abgegebene Stimmen                           | Abgegebene Stimmen | 20.842  | 20.842  | 20.842 | 20.842 | 20.842  |
| Gültige Stimmen                              | Gültige Stimmen    | 20.696  | 20.696  | 20.696 | 20.696 | 20.696  |
| Wahlbeteiligung                              | Wahlbeteiligung    | 66,1 %  | 66,1 %  | 66,1 % | 66,1 % | 66,1 %  |

### Grönland
Zwei Abgeordnete werden in Grönland bestimmt.
| Partei                                   | Stimmen | Prozent | ± %    | Sitze  | ± Sitze |  |
| ---------------------------------------- | ------- | ------- | ------ | ------ | ------- |  |
| Akulliit Partiiat Partei der Mittelsten  | 0.099   | 00,4 %  | 0–7,0  | 0      | –       |  |
| Atassut Gemeinsinn                       | 8.404   | 36,1 %  | 0+1,3  | 1      | ▬ 0     |  |
| Inuit Ataqatigiit Gemeinschaft der Inuit | 4.988   | 21,4 %  | neu    | 0      | –       |  |
| Siumut Vorwärts                          | 8.502   | 36,5 %  | neu    | 1      | ▲ 1     |  |
| Parteilose                               | 1.293   | 05,6 %  | −52,2  | 0      | ▼ 1     |  |
|                                          |         |         |        |        |         |  |
| Wahlberechtigte                          | 38.155  | 38.155  | 38.155 | 38.155 | 38.155  |  |
| Abgegebene Stimmen                       | 24.177  | 24.177  | 24.177 | 24.177 | 24.177  |  |
| Gültige Stimmen                          | 23.286  | 23.286  | 23.286 | 23.286 | 23.286  |  |
| Wahlbeteiligung                          | 63,4 %  | 63,4 %  | 63,4 % | 63,4 % | 63,4 %  |  |